# Ion Munteanu (scriitor)
Pentru alte persoane cu aceleași prenume și nume de familie, vedeți pagina de dezambiguizare Ion Munteanu.
Ion Munteanu (n. 5 august 1961 în satul Mălăiești, Comuna Goiești, județul Dolj) este un poet, prozator și eseist român contemporan.

## Biografie

### Date biografice
Ion Munteanu Arhivat în 31 ianuarie 2009, la Wayback Machine. s-a născut în satul Mălăiești, comuna Goiești, județul Dolj. În perioada 1985-1988 a funcționat ca profesor la mai multe licee și la o școală generală din orașele Târgu-Secuiesc și Sfântu-Gheorghe, județul Covasna. Din 1989 și până în 1990 a fost încadrat corector, apoi redactor la ziarul "Cuvântul nou" din municipiul Sfântu-Gheorghe, județul Covasna. Între anii 1990 și 1994 a lucrat ca redactor la cotidianul "Cuvântul libertății" din Craiova și la "Ziua de Dolj" din același oraș. Între anii 1994-1995 a deținut funcția de sociolog la Inspectoratul de Poliție Sanitară și Medicină Preventivă, Craiova.

### Studii
A absolvit cursurile Facultății de Istorie-Filosofie, secția Filosofie-Istorie, din cadrul Universității București. În 2004 a absolvit cursurile post-universitare, în cadrul Facultății de Drept "Nicolae Titulescu" din Craiova.
În anul 2005 a obținut titlul științific de doctor în filosofie, cu distincția CUM LAUDE, în cadrul Institutului de Filosofie și Psihologie "Constantin Rădulescu-Motru" al Academiei Române, cu tema "Mit și filosofie în cosmologia lui Lucian Blaga", conducător științific fiind prof. univ. dr. Gheorghe Vlăduțescu. Lucrarea, cu același titlu, a fost publicată, în anul 2006, la Editura Scrisul Românesc din Craiova.

### Carieră universitară
În perioada 1991-1994 a ținut cursul și seminarul de retorică juridică la Facultatea de Drept "Mihai Viteazul" din Craiova. În prezent este lector univ. dr. la Universitatea din Craiova, Facultatea de Istorie-Filosofie-Geografie, catedra Filosofie-Sociologie.

## Activitatea literară
Din anul 2008 este membru al Uniunii Scriitorilor din România. A debutat cu poezie în revista "Ramuri" din 15 septembrie 1984 (Eu sunt de-acolo), iar cu proză în revista "Luceafărul" din 30 august 1986 (Târgul curților interioare). Înainte de 1989, a mai publicat poezie în revistele "Săptămâna" din 8 martie 1985 (Cîntec), "Luceafărul" din 18 mai 1985 (Drum, Cîntecul poetului mecanic, Talpă și Poetul), "România literară", din 3 octombrie 1985 (Noapte la Cluj-Napoca, Zi obișnuită și Poem neterminat), "Ramuri", din 15 noiembrie 1985 (Paralele), "România literară" din 26 martie 1987 (Tatălui meu, rănit în Munții Tatra și Poemul Casei) ș.a. A obținut premii la festivalul de poezie "Lucian Blaga", edițiile din 1986 și 1987, de la Sebeș-Alba și la Festivalul Concurs de creație literară "Tudor Arghezi", ediția a VII-a, 1987, Târgu-Jiu. Editorial, a debutat în 1987, în volumul colectiv "Alpha '87", Editura Dacia, Cluj-Napoca, cu un grupaj de poezie intitulat Poemul casei. Antologia a fost recenzată în mai multe reviste, printre care și în "România literară": Debuturi în poezie, de Nicolae Manolescu.
După 1989, a publicat poezie, proză, eseu, articole de critică și istorie literară, filosofie și sociologie, în mai multe cotidiane și periodice, printre care: "Cuvântul nou", Sfântu-Gheorghe; "Cuvântul libertății", Craiova; "Ramuri", Craiova; "Mozaicul", Craiova; "Scrisul Românesc", Craiova; "Literatorul", București; "Autograf", Craiova; "Brâncuși", Târgu Jiu; "Argeș", Pitești; "Mileniu", Craiova; "Luceafărul", București; "Revista de studii socio-umane", Craiova; "Studii de istorie a filosofiei universale", București; "Viața Basarabiei", Chișinău; "Revista universitară de științe sociale", Craiova; "Revista de filosofie", București ș.a.

#### Poezie
A publicat următoarele volume de poezie:
- Fluvii în flăcări, Editura Amicul casei, Craiova, 1994 (recenzii: Bucur Demetrian, Fluvii în flăcări, cotidianul "Cuvântul libertății", Craiova, din 20 februarie 1994; Ion Dobrescu, Fluvii în flăcări, cotidianul "Cuvântul libertății", Craiova, din 18 martie 1994; Ion Popescu, Ion Munteanu, între poezie și proză, revista "Brâncuși", Târgu-Jiu, nr. 4, 1995).
- Cu dragoste, vă dau vești despre mine, Editura Ramuri, Craiova, 2006 (recenzii: George Popescu, Un elegiac netemperat, revista "Mozaicul", Craiova, nr. 7-8, 2006; Emilian Mirea, Poezia înțelegerii lucrurilor și faptelor care-L compun de Dumnezeu, Revista "Scrisul Românesc", Craiova, nr. 9-10, septembrie-octombrie 2006; Petre Ciobanu, Cordialitatea itinerariului mental, revista "Ramuri", Craiova, nr. 12, decembrie 2006).
- La taină cu îngerul mut, Editura Aius, Craiova, 2007 (recenzii: Adrian Dinu Rachieru, Alți poeți din Craiova (I), revista "Convorbiri literare", Iași, nr. 6 (150), iunie 2008, Viorel Dinescu, Mărturisiri de taină, revista "Lamura", Craiova, nr. 4-5-6, 2008; Mircea Moisa, Addenda (documentar), revista "Mileniu", Craiova, nr. 51, 2008; Bucur Demetrian, Poetul și îngerul său mut, Revista "Ramuri", Craiova, nr. 6, iunie 2007; Ștefan Ungureanu, Ion Munteanu: La taină cu îngerul mut - un volum notabil, revista "Argeș", Pitești, iulie 2007; Mircea Moisa, Vocație poetică și ființă creatoare, revista "Ramuri", Craiova, nr. 7-8, iulie-august 2007; Dan Lupescu, Ion Munteanu: La taină cu îngerul mut, revista "Caligraf", Drobeta Turnu-Severin, nr. 72, august 2007; Valentin Dascălu, Jurnal de lectură: Ion Munteanu, La taină cu îngerul mut, revista "Mileniu", Craiova, nr. 46-47, 2007; Mircea Moisa, Fișe de istorie literară contemporană (II). Starea poetică și producerea textului, revista "Mileniu", Craiova, nr. 48-49, 2007).
- În această junglă prietenoasă, Editura Ramuri, Craiova, 2008 (cuvânt înainte de Ovidiu Ghidirmic, recenzii: Constantin Preda, Ion Munteanu și „Jungla prietenoasă” a Craiovei, Expresul de Sud, Craiova, nr. 408, 12 februarie 2009). Este prezent în antologia SORESCU'S CHOICE, Young Romanian poets (edited by John Fairleigh), Bloodaxe Books, Highgreen, Tarset, 2001 (note de semnal în presa românească: Ion Floricel, Selecția lui Sorescu - antologie de versuri apărută la Belfast, cotidianul "Național", București, din 20 octombrie 2003; Doina Pologea, Poeți olteni traduși în Irlanda, revista "Mozaicul", Craiova, nr. 4, 2004 ș.a.).

#### Proză
- Moartea plănuită a lui Leonard Antschel, proză scurtă, Editura Sburătorul, Craiova, 1995 (recenzii: Ion Popescu, Ion Munteanu, între poezie și proză, revista "Brâncuși", Târgu-Jiu, nr. 4, 1995; Oana-Mălina Negrea, Reîntâlnirea cu Ion Munteanu, Cuvântul Nou, 18 iulie 1995; Ioan Lascu, O tensiune a relațiilor..., revista "Ramuri", Craiova, nr. 9-10, septembrie-octombrie 1995, Ioan Drăgan, "Duc Ardealul cu mine, în suflet", Cuvântul Nou, 1 decembrie 1995).
- Supușii regelui de ceară, roman, Editura MJM, Craiova, 2008 (recenzii: George Popescu – Ion Munteanu: magicul bine temperat, Revista "Argeș", mai 2008, nr. 443, Centrul Cultural Pitești, Ștefan Ungureanu – Timpul întâlnirilor esențiale, Revista Literatorul, 2008 Nr. 6, București (integral), Revista "Ramuri", 2008, nr. 3, Craiova (fragment), Dan Ionescu - Destrămarea apusului de ceară, Revista Scrisul Românesc, 2008, nr. 4, Craiova).

#### Eseistică
- Mit și filosofie în cosmologia lui Lucian Blaga, Editura Scrisul Românesc, Craiova, 2006 (recenzii: Aurel Pantea, Lucian Blaga – un hermeneut instaurativ, Revista "Mileniu 3", Craiova, nr. 51, 2008, Florea Miu, Blaga, între mit și realitate, revista "Scrisul Românesc", Craiova, nr. 3-4, martie-aprilie, 2006; George Popescu, O provocare a lui Blaga și o re-lectură bifrons, revista "Mozaicul", Craiova, nr. 3, 2006; Gheorghe Dănișor, Metafizica lui Lucian Blaga, revista "Ramuri", Craiova, nr. 5-6, mai-iunie, 2006; Ionel Bușe, Actualitatea filosofiei lui Lucian Blaga, revista "Mileniu", Craiova, nr. 39-40, 2006).

## Activitatea științifică

#### Ediții îngrijite
- S-a îngrijit de apariția lucrării lui Constantin Rădulescu-Motru, Cultura română și politicianismul, Editura "Scrisul Românesc", Craiova, 1995, semnând nota asupra ediției.
- A întocmit reperele bio-bibliografice și nota asupra ediției ale lucrării lui Gabriel Tarde, Legile sociale. Schița unei sociologii, Editura Beladi, Craiova, 2005 și
- reperele bio-bibliografice și nota asupra ediției ale lucrării lui G. Palante, Tratat de sociologie, Editura Beladi, Craiova, 2006.
- S-a îngrijit de apariția lucrării: A. D. Xenopol, Concepția sociologică, Editura Beladi, Craiova, 2006, semnând nota asupra ediției.
- S-a ocupat de reeditarea lucrării lui Charles Darwin, Originea speciilor, Editura Beladi, Craiova, 2007, întocmind reperele bio-bibliografice.

#### Articole publicate
- Revista "Scrisul Românesc"
  - Nr. 5-6/2007 - Gheorghe Dănișor sau efortul de a lăsa Ființa să se vadă
- Revista Universitară de Sociologie
  - Nr. 2/2007 - Management and leadership. Conceptual limits.
  - Nr. 1/2005 - Aculturația rural-urbană în contextul creării unor noi vecinătăți
- Simpozion internațional - Aplicarea unitară a legii
  - - Editura Universitaria, Craiova, 2006 -
  - Aspecte privind importanța creativității în managementul administrativ
- Revista "Autograf"
  - Nr. 2/2005 - Controverse în filosofia românească: Lucian Blaga și critica de stânga
  - Nr. 4/2005 - Lucian Blaga, filosof mistic
  - Nr. 6/2005 - Diferențierea metodică a sociologiei de filosofie în cercetarea culturii
  - Nr. 7/2005 - Obârșia lumii, zona marilor întrebări filosofice
  - Nr. 7/2005 - Mitul sau revelația disimulatorie a sensului
- Revista de Studii Socio-Umane
  - Nr. 4-5/2004 - Cosmologia lui Lucian Blaga în interpretare gândiristă
- Cotidianul "Cuvîntul libertății"
  - 01-02.11.1997 - Logică și epistemologie
  - 20.12.1996 - P. P. Negulescu - un filosof al politicului
- Revista " Ramuri"
  - Nr. 5-6/1995 - Cosmologia lui Blaga. Marele Anonim și idealul creștin
  - Nr. 7-8/1995 - Centenar Blaga. Filosofii romantici germani și Lucian Blaga
  - Nr. 9-10/1995 - Restituiri necesare: Mircea Florian - "Filosofie generală"
- Revista "Literatorul"
  - Nr. 8/1992 - Desăvârșirea prin suferință